# Monacos Grand Prix 2016
Monacos Grand Prix 2016, officiellt Formula 1 Grand Prix de Monaco 2016, var ett Formel 1-lopp som hölls den 29 maj 2016 på Circuit de Monaco i Monaco. Det var den sjätte deltävlingen av Formel 1-säsongen 2016 och kördes över 78 varv. Vinnare av loppet blev Lewis Hamilton för Mercedes, tvåa blev Daniel Ricciardo för Red Bull Racing, och trea blev Sergio Pérez för Force India.